# Amanita rubescens
La tignosa vinata (Amanita rubescens Pers., 1797) è un basidiomicete della famiglia delle Amanitaceae nota anche come tignosa rosseggiante, è un fungo velenoso da crudo, ma commestibile dopo una prolungata cottura.
È un fungo abbastanza pericoloso per i meno esperti in quanto una cottura non adeguata può causare una vera e propria crisi emolitica e, inoltre, un eventuale scambio con la tossica Amanita pantherina porterebbe a conseguenze spiacevoli.

## Etimologia
Dal latino rubescens = che arrossisce, per le diffuse macchie di colore rosso-vino.

## Descrizione della specie

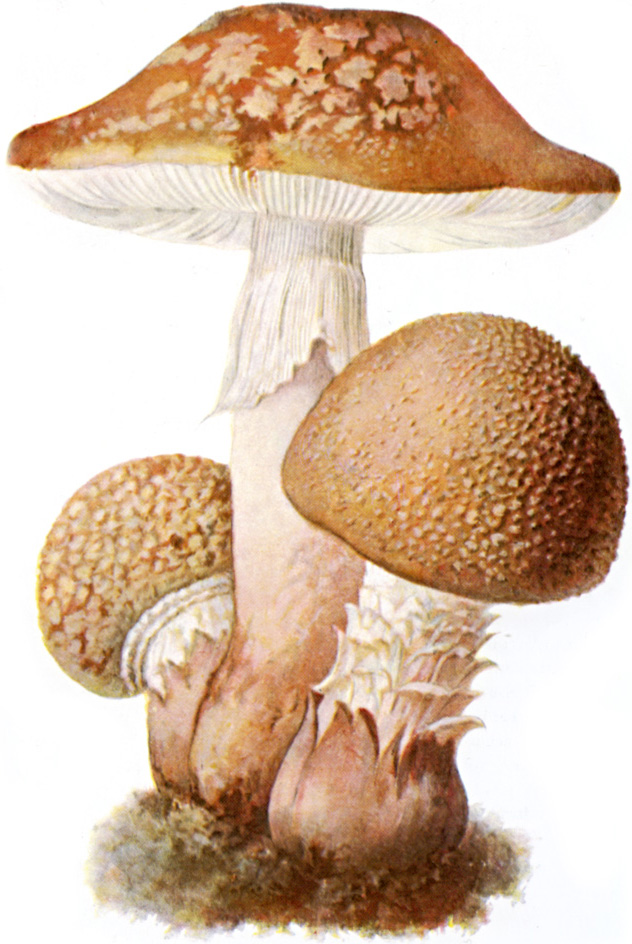
Illustrazione di A. rubescens

### Cappello
6–18 cm, di colore bruno rossastro più o meno saturo (assai variabile), dapprincipio sferoidale si apre in forma convessa, fino ad appianarsi in molti esemplari. Residuo del velo generale sotto forma di verruche di colore variabile (mai bianco), che potrebbero mancare per dilavamento da piogge. Mostra in trasparenza macchie rossastre sotto la cuticola facilmente asportabile. Margine regolare e liscio.

### Lamelle
Bianche, tipicamente macchiate di rosso per sfregamento e negli esemplari adulti.

### Gambo
10-25 x 1–2 cm leggermente conico, da pieno nel fungo giovane a farcito ed infine tubolare. Dapprincipio bianco ma presto sfumato di rosa al di sotto dell'anello fino ad assumere colorazioni rosso vinose intorno alla base, privo di volva evidente che si presenta come residuo frammentato sulla base bulbosa.

### Anello
A gonnellino membranoso, alto e posizionato nella parte alta del gambo, tipicamente striato, colorato nella parte inferiore. 
Di colore giallo paglierino nella forma "Anulosulphurea".

### Carne
Bianca con sfumature vinose sotto la cuticola, arrossante al taglio, abbastanza consistente ma facilmente deperibile.
- Odore: lieve, non significativo.
- Sapore: dolce ed acidulo, aromatico. Comunque gradevole. A volte leggermente acre.

### Spore
Bianche in massa, ovoidali, a reazione amiloide 8-10 x 7 µm.

## Distribuzione e habitat
Cresce in estate-autunno, in boschi di conifere e latifoglie, ubiquitaria dal piano alla montagna.

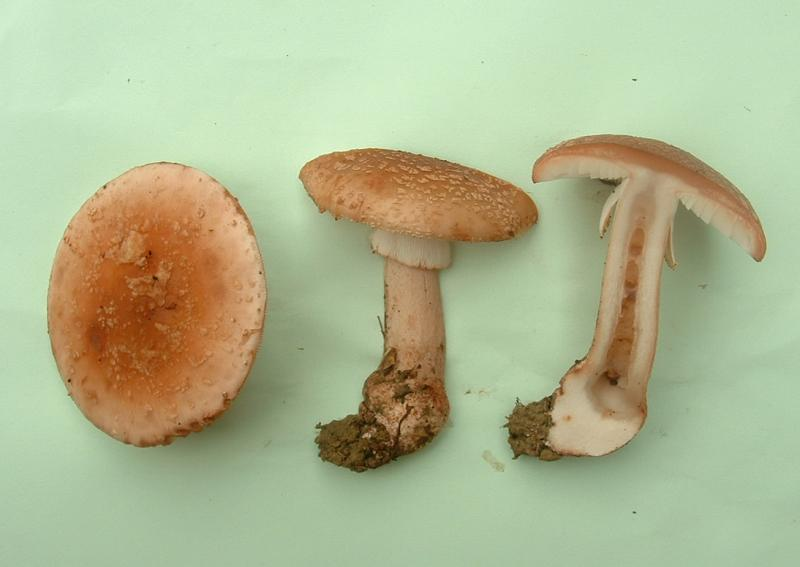
A. rubescens in dettaglio

## Commestibilità
Attenzione! Velenoso da crudo.

Da cotto diventa commestibile: contiene sostanze tossiche termolabili, nella fattispecie "emolisine", che svaniscono dopo una cottura ad oltre 60°C. È comunque opportuno non cuocerlo alla piastra, in quanto le parti interne potrebbero rimanere crude o non cotte adeguatamente, con conseguente crisi emolitica di gravità variabile a seconda della quantità di fungo crudo ingerito. È consigliata la sbollentatura preventiva.
Se ne sconsiglia categoricamente la raccolta ai meno esperti, perché potrebbe essere confuso con la pericolosa Amanita pantherina.
È un fungo che richiede una cottura prolungata, unitamente a, tra gli altri:
- Clitocybe nebularis, richiede bollitura prolungata per eliminare la nebularina, un alcaloide tossico (anche per accumulo) che però non sempre viene eliminato dalla cottura, questa specie è da considerarsi tossica per precauzione;
- Armillaria mellea e specie affini;
- I tre boleti a pori rossi commestibili: Boletus erythropus, Boletus luridus e Boletus queletii;
- Le specie del genere Morchella;

## Tassonomia

### Varietà
- Amanita rubescens var. alba
- Amanita rubescens var. anulosulphurea

### Specie simili
- Amanita pantherina, molto velenoso.
- Amanita spissa, velenoso da crudo, commestibile da cotto, ma scadente.

## Galleria d'immagini

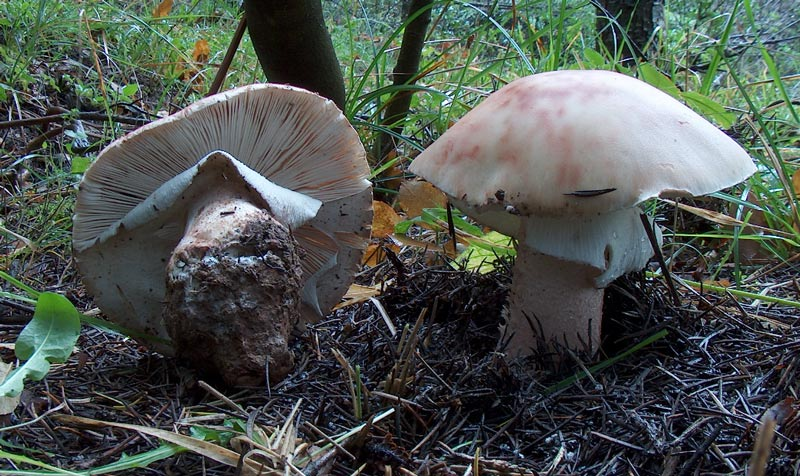
Amanita rubescens in maturazione
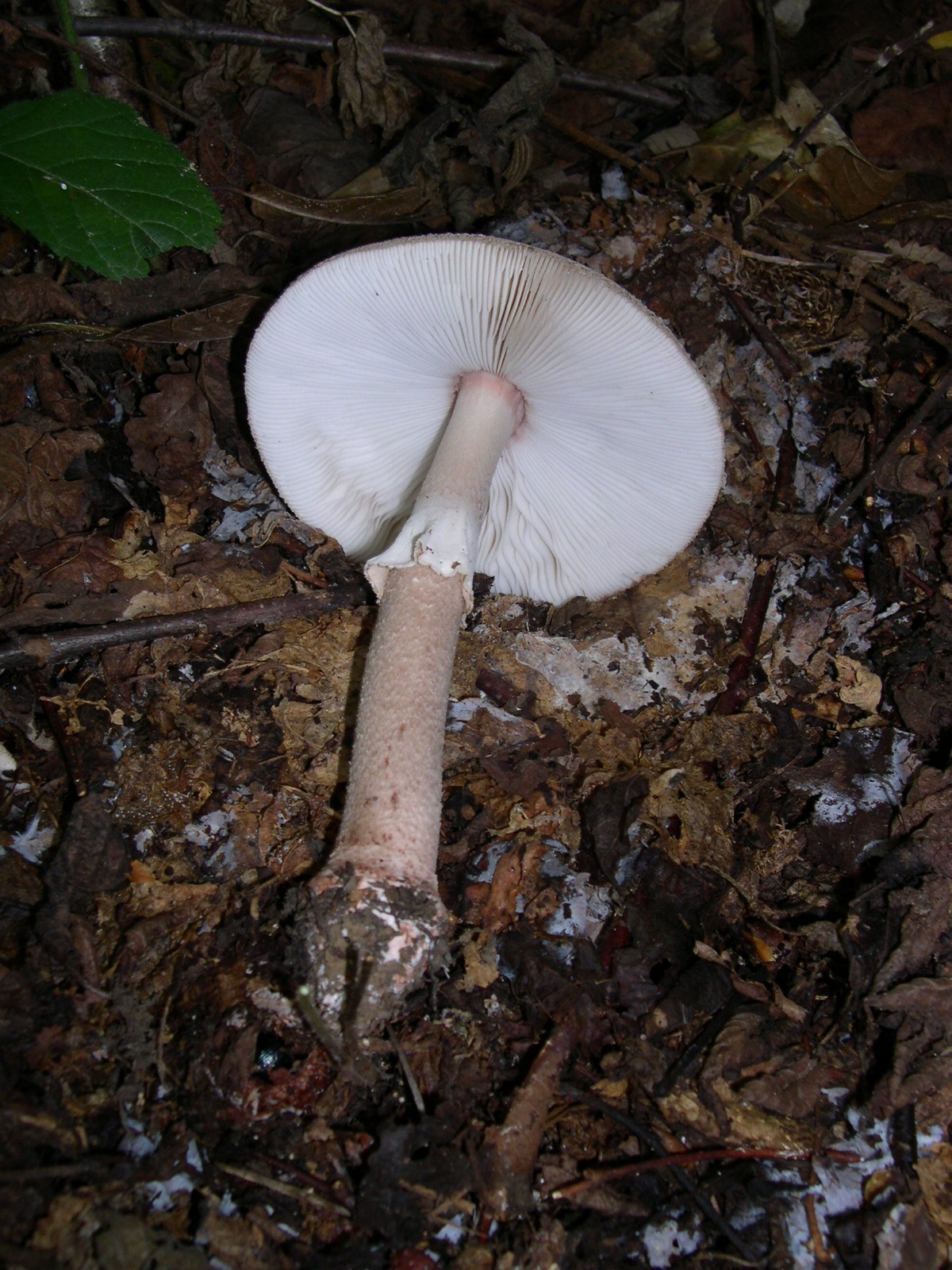
Gambo e lamelle della specie
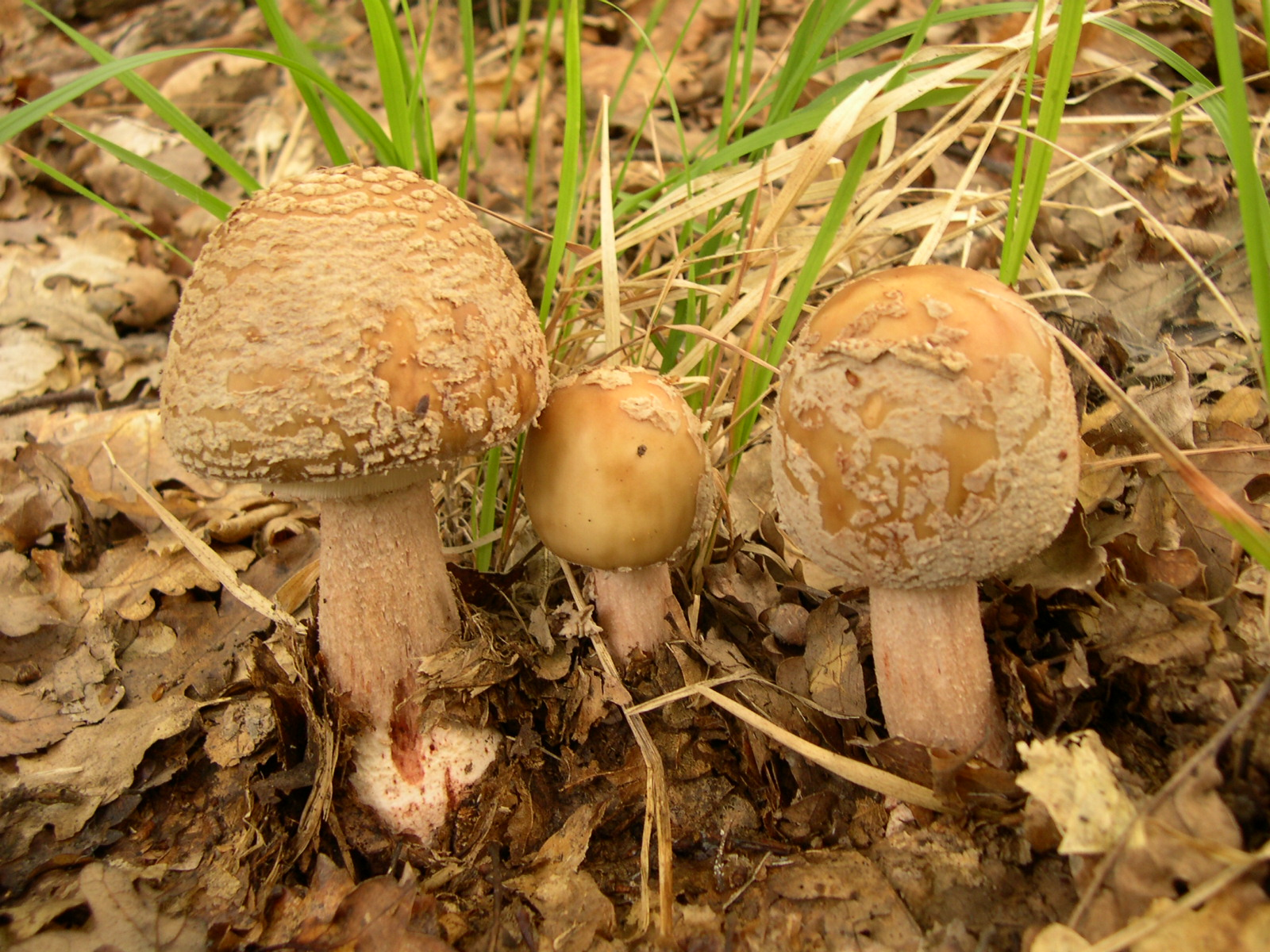
Esemplari ancora chiusi
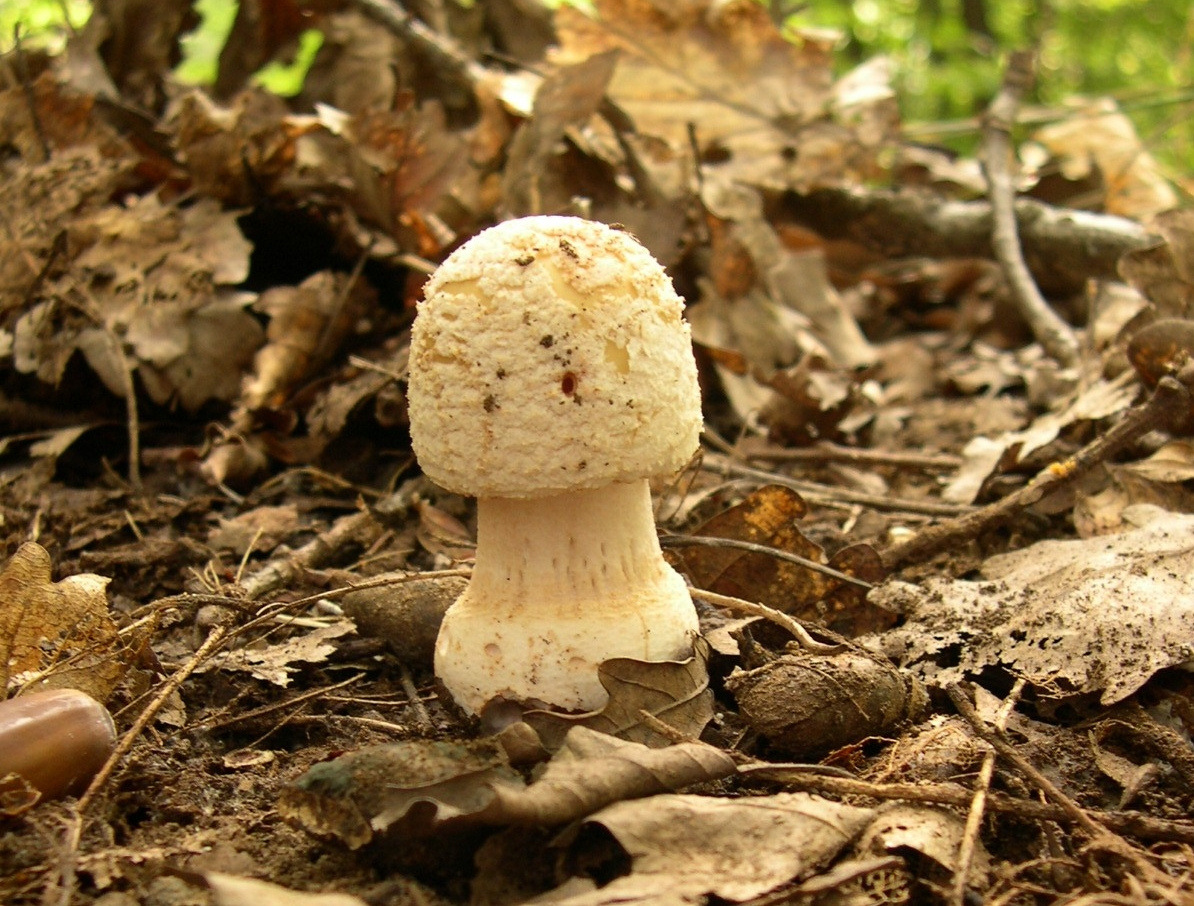
Esemplare giovane
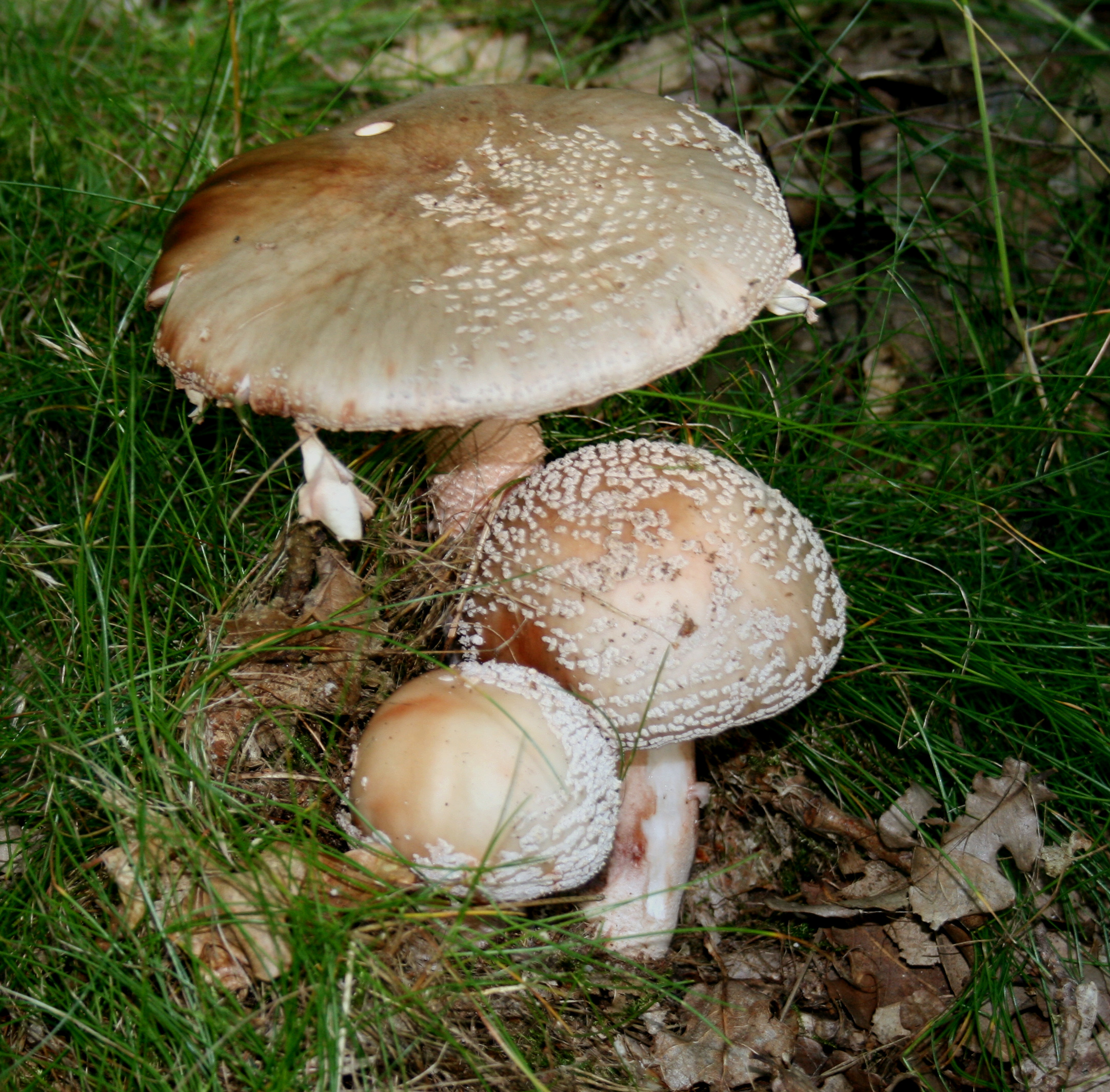
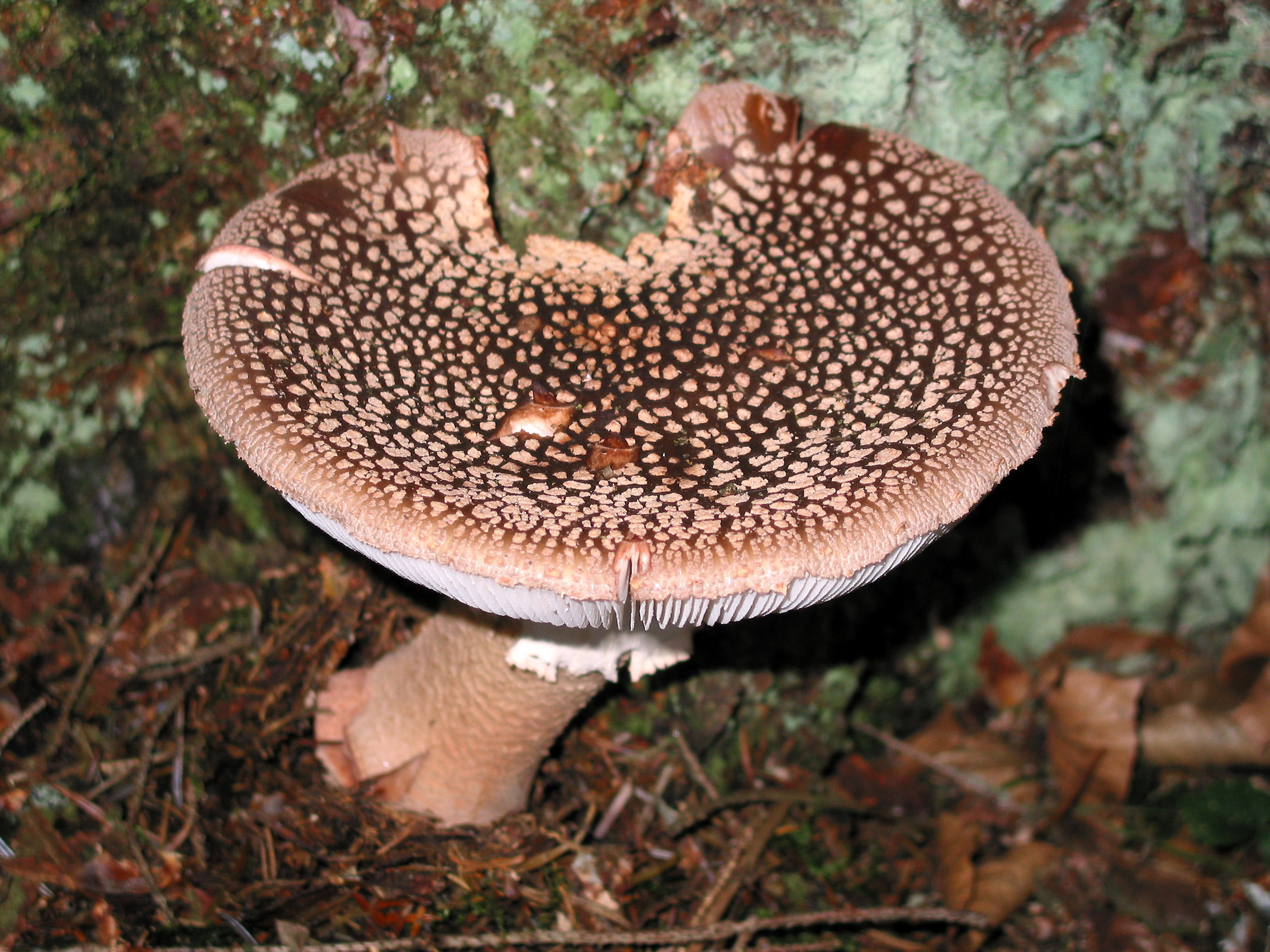
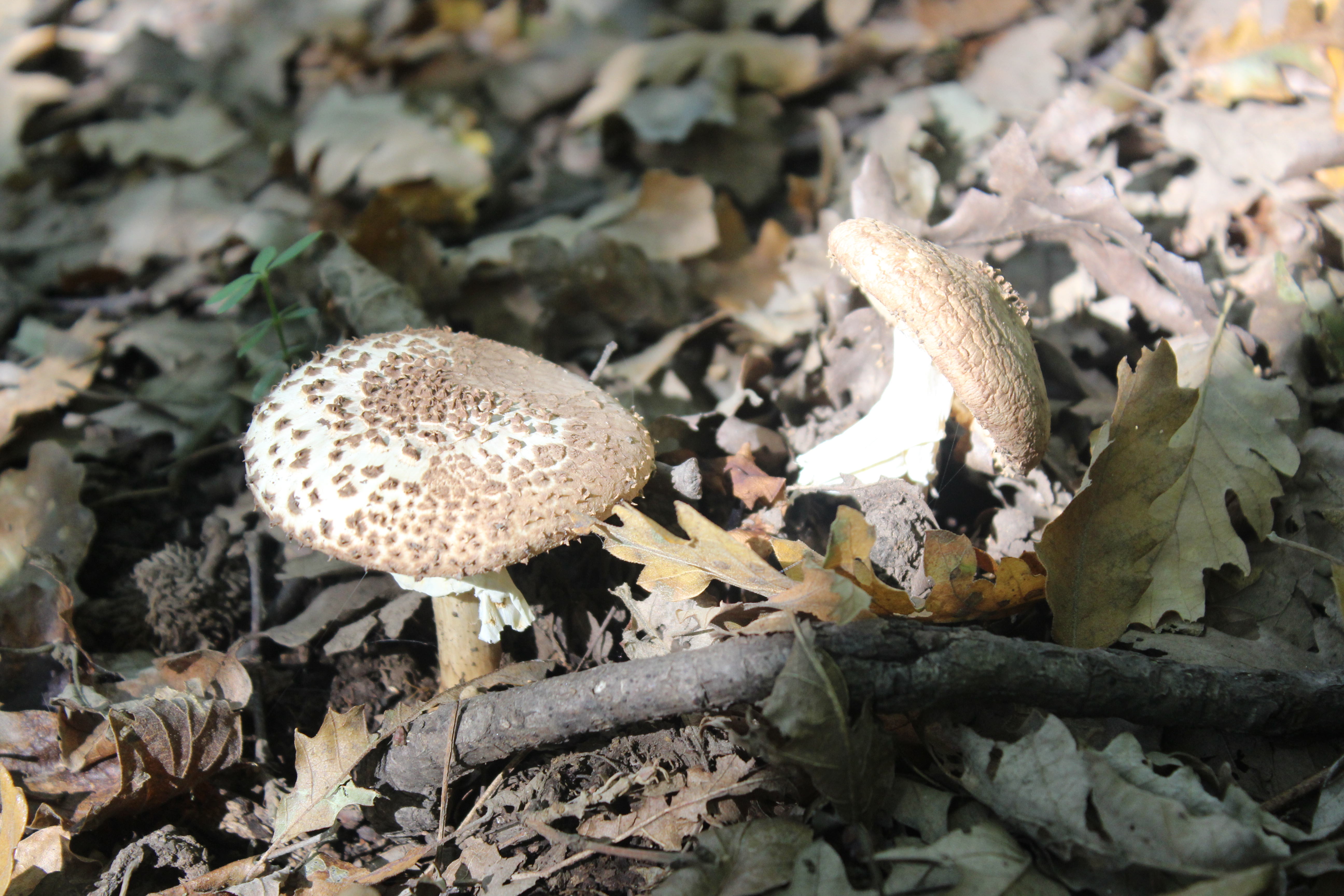
amanita rubescens varietà alba